# Paola Valencia

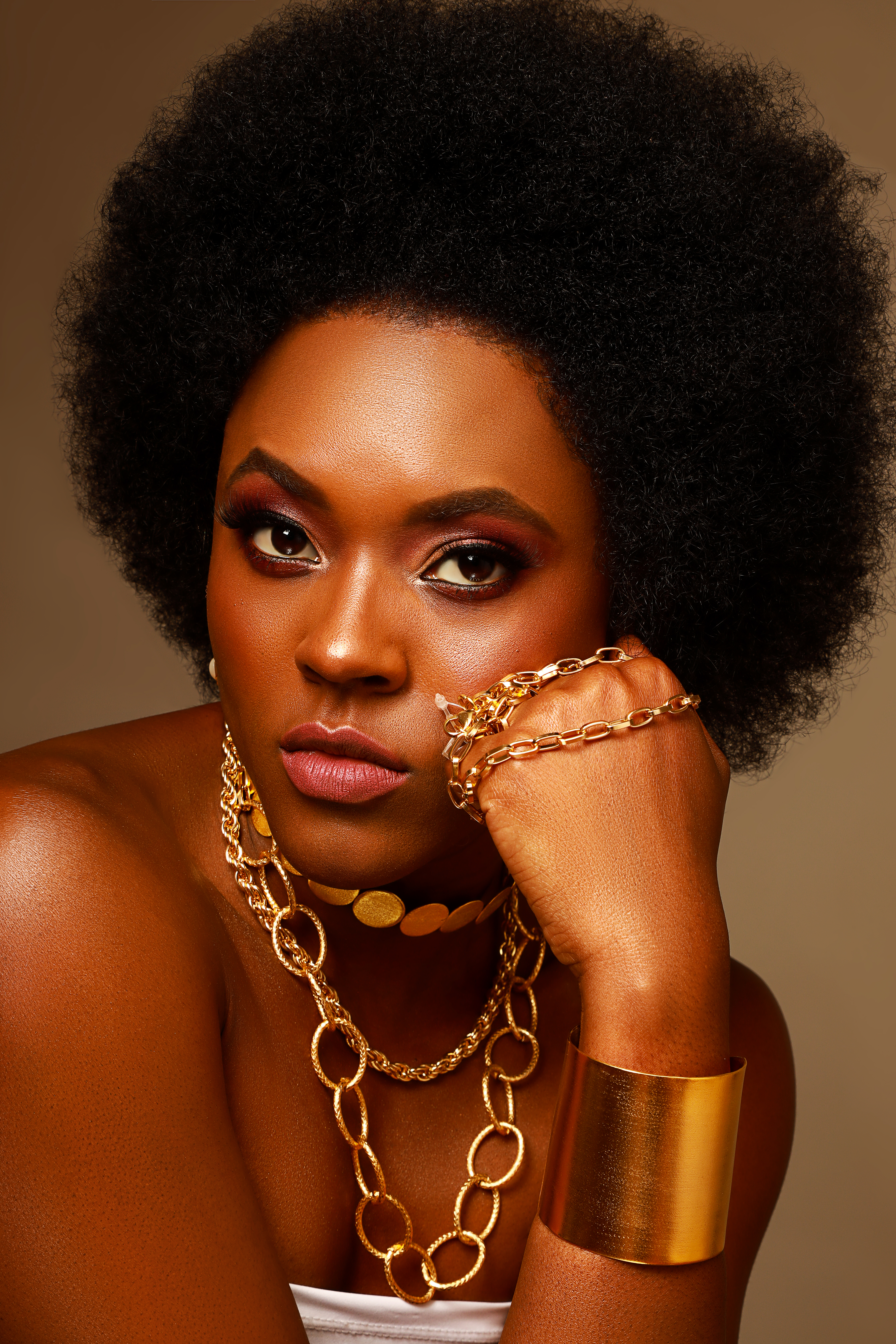

Paola Valencia (Arauca, Colombia, 8 de noviembre de 1991) es una actriz y comunicadora social colombiana, reconocida principalmente por su participación en las series de televisión Los medallistas y Las Villamizar, de Caracol Televisión, y en la película musical Góspel, de Prime Video. 

## Datos biográficos
Paola nació en Arauca, Colombia, el 8 de noviembre de 1991, y aunque siempre tuvo gusto por las artes escénicas fue hasta 2008, al irse a vivir a Bogotá para estudiar comunicación social y periodismo, cuando empezó a tener acercamientos con la actuación, participando en comerciales y en algunas novelas en pequeños papeles.
Se formó como comunicadora social en UNINPAHU y en actuación en la academia Dreams Talents. Además, estudió locución en la Academia ECO, con el reconocido locutor René Figueroa.[cita requerida]
Debutó como protagonista en la serie Los medallistas de Caracol televisión, con el papel de Ingrit Valencia, cuyo estreno estaba previsto para 2020, en el marco de los Juegos Olímpicos de Tokio 2020, pero debido a la pandemia de COVID-19 fue pospuesto para 2023. En 2022, hizo parte del elenco principal de la serie Las Villamizar, para Caracol televisión y Netflix. Además, en ese mismo año hizo su primer protagónico para cine en la plataforma Prime Video con Góspel, la primera película musical de dicha plataforma de streaming.

## Filmografía
| Año  | Título                 | Personaje                        |
| ---- | ---------------------- | -------------------------------- |
| 2025 | La Reina del Flow 3    | Samudia Araque                   |
| 2024 | Devuélveme la vida     | Josefina "Jose" Mosquera (joven) |
| 2024 | Paraiso Blanco         | Yovanna                          |
| 2023 | El abrazo que no te di |                                  |
| 2023 | Los medallistas        | Ingrit Lorena Valencia Victoria  |
| 2022 | Las Villamizar         | Salvación Villamizar             |

| Año  | Título | Personaje |
| ---- | ------ | --------- |
| 2022 | Góspel | Janet     |

| Año  | Título | Personaje    |
| ---- | ------ | ------------ |
| 2019 | Dios   | Doris Levine |